# Episodi di Sons of Anarchy (prima stagione)

I protagonisti della serie TV

La prima stagione della serie televisiva Sons of Anarchy, composta da 13 episodi, è stata trasmessa negli Stati Uniti per la prima volta dall'emittente via cavo FX dal 3 settembre al 26 novembre 2008.
In Italia, è stata trasmessa in prima visione sul canale satellitare FX dal 7 maggio al 30 luglio 2009. In chiaro la stagione è andata in onda su Cielo dal 17 dicembre 2009. 
| nº | Titolo originale    | Titolo italiano    | Prima TV USA      | Prima TV Italia |
| -- | ------------------- | ------------------ | ----------------- | --------------- |
| 1  | Pilot               | Storie di sangue   | 3 settembre 2008  | 7 maggio 2009   |
| 2  | Seeds               | Vecchi legami      | 10 settembre 2008 | 14 maggio 2009  |
| 3  | Fun Town            | Caccia all'uomo    | 17 settembre 2008 | 21 maggio 2009  |
| 4  | Patch Over          | Fusione            | 24 settembre 2008 | 28 maggio 2009  |
| 5  | Giving Back         | Il tatuaggio       | 1º ottobre 2008   | 4 giugno 2009   |
| 6  | AK-51               | Assalto al furgone | 8 ottobre 2008    | 11 giugno 2009  |
| 7  | Old Bones           | Old bones          | 15 ottobre 2008   | 18 giugno 2009  |
| 8  | The Pull            | Comincia la guerra | 22 ottobre 2008   | 25 giugno 2009  |
| 9  | Hell Followed       | E venne l'inferno  | 29 ottobre 2008   | 2 luglio 2009   |
| 10 | Better Half         | Il punto debole    | 5 novembre 2008   | 9 luglio 2009   |
| 11 | Capybara            | Il sospetto        | 12 novembre 2008  | 16 luglio 2009  |
| 12 | The Sleep of Babies | Per sempre giovane | 19 novembre 2008  | 23 luglio 2009  |
| 13 | The Revelator       | Sospetti           | 26 novembre 2008  | 30 luglio 2009  |

## Storie di sangue
- Titolo originale: Pilot
- Diretto da: Allen Coulter e Michael Dinner
- Scritto da: Kurt Sutter

### Trama
SAMCRO (acronimo di Sons of Anarchy Motorcycle Club, Redwood Original) è un club di motociclisti della fittizia cittadina californiana di Charming. Clay Morrow, il presidente del club, è anche il padre adottivo (avendone sposato la madre Gemma, vedova) di Jackson "Jax" Teller, figlio dell'originale fondatore del club John Teller. Il club è, di fatto, una copertura per le attività illegali dei suoi membri, prima fra tutte il contrabbando di armi. I Sons hanno molti alleati fra i club vicini, e dispongono addirittura della collaborazione dello sceriffo di Charming, Wayne Unser, ma si sono fatti pure molti nemici, come il club rivale dei Mayans o la gang dei Nords, che gestisce a Charming la produzione di metanfetamina.

Una notte, proprio i Mayans penetrano in uno dei loro magazzini, rubando una ingente partita di fucili d'assalto M4 - per i quali Clay aveva già ricevuto un sostanzioso acconto dai suoi compratori, una gang della East Bay - e bruciando il capannone. Clay scopre dove i Mayans hanno portato i fucili e, pur rischiando lo scoppio di una guerra fra gang, al comando dei Sons entra nella struttura e, dopo aver ucciso, come "avvertimento", gli uomini di guardia, si riprende i fucili e fa saltare in aria la zona.
Nel frattempo, l'ex ragazza di Jax, Wendy, tossicodipendente e incinta proprio di Jax, viene ricoverata d'urgenza, essendo andata in overdose. Il bambino viene salvato, ma Gemma, la madre di Jax, le promette che non glielo farà mai più rivedere, e le consiglia piuttosto di suicidarsi, dandole una siringa di metanfetamina. La ragazza, disperata, si inietta la dose.
Jax, nel frattempo, trova il diario di suo padre, e scopre che l'idea originale del club era molto più semplice e per niente collegata ai traffici criminosi di cui si occupano Clay e gli altri membri, lui compreso.

## Vecchi legami
- Titolo originale: Seeds
- Diretto da: Charles Haid
- Scritto da: Kurt Sutter

### Trama
David Hale, lo zelante vice-sceriffo di Charming, per niente intimorito dai Sons e determinato a smascherarli, giunge presso il capanno da cui i Mayans avevano prelevato gli M4, e in una botola del terreno scopre i cadaveri di due immigrate messicane, pieni di ustioni.
Tig, uno dei Sons, confessa a Clay che con le due aveva frequenti rapporti sessuali, e che quindi la polizia potrebbe trovare nei loro corpi tracce del suo sperma. Jax ha un piano per distrarre la polizia: preleva dal cimitero due cadaveri e inscena un omicidio. Il trucco funziona e i Sons riescono a recuperare i corpi delle due immigrate e a cremarli.
Nel frattempo, in ospedale, i medici sono riusciti a salvare Wendy, e Tara, un medico dell'ospedale, nonché anch'essa ex di Jax, conoscendo molto bene Gemma inizia a sospettare che sia stata proprio lei a dare a Wendy la dose che le era stata quasi letale.

## Caccia all'uomo
- Titolo originale: Fun Town
- Diretto da: Steven T. Kay
- Scritto da: Kurt Sutter

### Trama
La bambina di un ricco imprenditore di Charming, un conoscente di Clay, viene rapita mentre era al luna-park e stuprata. Il padre Elliot chiede ai Sons di trovare lo stupratore, promettendo loro qualunque cosa, per potersi vendicare di persona.

La bambina non collabora, dicendo di non ricordare nulla, ma Gemma, con uno stratagemma, riesce a far confessare alla madre che in realtà volevano tenere il tutto nascosto, fingendo un'amnesia. I Sons possono quindi rintracciare l'uomo in questione, un clown del luna-park, e lo portano a Elliot. Quest'ultimo vorrebbe evirarlo, ma non riesce a compiere il gesto e se ne va. A castrarlo ci pensa Clay: il piano del presidente di SAMCRO era fin dall'inizio uccidere l'uomo in uno dei terreni di Elliot, che stava per diventare edificabile e quindi vendibile. Facendo trovare un cadavere nella proprietà, non sarebbe più stato possibile vendere il terreno, cosa che Clay si auspicava.
In ospedale, Wendy si risveglia dal coma, e Tara le chiede se sia stata Gemma a darle la dose. La ragazza, ancora spaventata, non risponde.
A Charming arriva Josh Kohn, ex fidanzato di Tara, in veste di agente federale dell'ATF, per indagare sui traffici dei Sons, e instaura una collaborazione con Hale. 

## Fusione
- Titolo originale: Patch Over
- Diretto da: Paris Barclay
- Scritto da: James D. Parriott

### Trama
In città si viene a sapere dell'arrivo di Kohn, e Clay, vista anche la pericolosa situazione con i Mayans e quella precaria con i Nords, decide di incorporare in SAMCRO, per poter contare su un più alto numero di uomini, un altro club del Nevada, i Devil's Tribe, il cui presidente è lo zio di Jax, Jury.
Jax e Bobby, il contabile dei Sons, vanno in Nevada ad annunciare la cosa a Jury, che si dimostra un po' restio: i membri dei Tribe non sono criminali, e anche se lui ha i suoi trascorsi con la legge ed è grande amico di Clay, altri del club potrebbero non accogliere bene l'idea. Clay, conscio che Jury potrebbe rifiutare, decide di recarsi egli stesso sul posto, e i Tribe decidono finalmente di accettare la fusione dei club. La mattina seguente i Mayans arrivano sul posto, e scoppia un conflitto a fuoco, che si risolve a favore dei Sons, i quali possono rientrare a Charming. A osservare la scena c'era anche Kohn, che aveva pedinato i motociclisti fino a quel momento.
 A Charming, Gemma scopre che Tara, pochi mesi prima, aveva ottenuto dal giudice un'ordinanza restrittiva contro un uomo misterioso.

## Il tatuaggio
- Titolo originale: Givin Back
- Diretto da: Tim Hunter
- Scritto da: Jack LoGiudice

### Trama
Kohn va in ospedale per avvertire Tara del fatto che sia arrivato in città: è proprio contro di lui che la ragazza aveva ottenuto un'ordinanza dal tribunale, ma il fatto che sia un agente federale gli permette di travalicare i limiti imposti dal giudice. Kohn assicura però Tara, dicendole che non la infastidirà in alcun modo. Otto Delaney, un membro dei Sons al momento in carcere, viene a sapere che il suo compagno di cella Chucky sta per uscire e ha dei problemi con la mafia cinese, avendo sottratto loro centinaia di migliaia di dollari. Otto chiede ai Sons di proteggerlo una volta uscito di prigione, e di scortarlo successivamente a prendere i suoi soldi.
A Charming, Gemma ha organizzato la sua annuale raccolta fondi a favore della scuola. Alla festa vuole venire anche Kyle, un ex membro dei Sons, che aveva fatto incarcerare un altro membro, Opie, al posto suo. I Sons lo detestano per questo, ma è proprio Opie che acconsente a farlo venire alla festa. Opie è piuttosto nervoso, ma quando vede che sulla schiena Kyle ha ancora il tatuaggio del SAMCRO, non ci vede più e, presolo da parte, inizia a picchiarlo. I due, dopo essersi "confrontati", si riappacificano temporaneamente, e Kyle propone ai Sons un grosso affare, in segno di riconciliazione. In quegli stessi istanti, Clay decide di portare Chucky a riprendersi i suoi soldi prima della data pattuita. I Sons riescono a recuperare i borsoni col denaro, ma quando scoprono che in realtà Chucky non aveva messo da parte soldi, ma solo matrici per banconote, infuriati, lo consegnano alla mafia cinese, in cambio di qualche decina di migliaia di dollari.
 I Sons tornano alla sede del club, e Clay decide di ascoltare l'idea di Kyle. Era solo un trucco per prendere tempo, tuttavia: mentre Opie si è assentato per badare alla festa, i Sons, per vendicare il loro amico, portano Kyle in garage e, presa una fiamma ossidrica, gli bruciano il tatuaggio del SAMCRO che aveva sulla schiena.

## Assalto al furgone
- Titolo originale: AK-51
- Diretto da: Seith Mann
- Scritto da: Nichole Beattie

### Trama
Piney, uno dei Sons, nonché padre di Opie, vende con Jax una partita di AK-47 a un suo vecchio amico, Nate Meineke. I due pensano che Nate e i suoi amici li utilizzino per divertirsi al tiro al bersaglio e a caccia, ma in realtà se ne servono per assaltare un furgone blindato del carcere. Nate è infatti membro di una non meglio specificata "Milizia", una cellula terroristica, e nel blindato c'era un loro complice.

L'ATF risale grazie a una chiamata fatta da Nate all'officina dei Sons e Clay, che ne è il titolare, viene arrestato con l'accusa di favoreggiamento di omicidio (gli uomini di Nate avevano ucciso nell'assalto tre uomini). I Sons decidono di rintracciare Nate per consegnarlo alla polizia, con disappunto di Piney, che era stato in guerra in Vietnam con Meineke ed è restio a tradirlo.

Nel frattempo, al club si presenta Cherry, una giovane e avvenente prostituta, con la quale Clay aveva avuto un rapporto alla riunione dei Trible. Cherry è al club per incontrare Kip "Mezza-sacca" Epps, uno dei novellini di SAMCRO, del quale si era presa una cotta, ma inevitabilmente finisce che Gemma scopre che Clay era stato a letto con la ragazza. La donna inizia a sentirsi poco apprezzata dal marito, e per invidia nei confronti di Cherry, la aggredisce in strada. Viene anche lei portata in carcere, dove incontra Clay. I due hanno una discussione, ma alla fine si riappacificano.

Al club, giunge la notizia che l'ATF vuole perquisire la struttura. Jax, con uno stratagemma, riesce a portare via tutte le armi presenti nel capanno, e i federali, non riuscendo a trovare nulla di compromettente, decidono di rilasciare Clay. Dal momento che la situazione si è tranquillizzata, Nate vuole comprare altre armi. Piney e Jax decidono di portargliele, ma temendo ulteriori coinvolgimenti da parte del club nei loro attentati, nascondono nelle casse alcuni esplosivi e, dopo aver incontrato i terroristi, allontanatosi, Jax fa saltare in aria, mentre a Charming Clay paga la cauzione a Gemma.

## Old bones
- Titolo originale: Old Bones
- Diretto da: Gwyneth Horder-Payton
- Scritto da: Dave Erickson

### Trama
In un cantiere di Charming vengono rinvenute le ossa appartenenti a tre distinte persone. Clay e Tig sono i soli, assieme a Gemma, a sapere a chi appartengono, e decidono di recuperarle dall'obitorio prima che venga effettuata un'analisi del DNA.
 Contro la loro volontà Jax decide di aiutarli, ma quando arrivano nel laboratorio, quest'ultimo, vedendo che il test è già stato fatto, scopre che uno dei tre era il cadavere del padre di Lowell, uno dei meccanici dell'officina del club, un giovane ragazzo laborioso ma da poco uscito da un centro di recupero per tossico-dipendenti. Lowell ha sempre creduto che suo padre se ne sia scappato quando lui era ancora piccolo, ma lo ritiene comunque ancora in vita. Clay sostiene che il padre Lowell sia stato ucciso durante gli anni novanta, quando il club era in guerra con i Mayans, e che i corpi delle altre due persone erano i suoi carnefici. Decide di avvertire Lowell di persona, e il ragazzo inizia a dubitare di Clay, che aveva sempre creduto un padre. Torchiato dalla polizia, che cerca prove contro SAMCRO, Lowell scappa. Clay lo raggiunge e gli confessa che a ucciderlo fu lui: l'uomo era infatti diventato violento contro la sua famiglia a causa della droga, e voleva vendere i Sons ai loro nemici. Lowell, che aveva ripreso a fare uso di droga, prega Clay di ucciderlo, ma l'uomo lo prende e decide di riportarlo in un centro di disintossicazione.
Jax invece scopre da Tara che era proprio Kohn l'uomo che la perseguitava: a Chicago, dove la ragazza l'aveva conosciuto, aveva iniziato a essere violento, e la ragazza lo aveva portato in tribunale. Jax minaccia Kohn, ma quest'ultimo, per niente intimorito, una notte entra nella futura stanza di suo figlio e la devasta. Jax, infuriato, raggiunge Kohn mentre era dal barbiere e lo aggredisce, senza ucciderlo. Hale, che aveva scoperto anche lui la verità da Tara, arresta Kohn, avendo nel frattempo scoperto che l'agente non aveva nessun mandato per poter investigare sui Sons e che era venuto a Charming solo per stalkerare la ragazza, e lo consegna ai suoi superiori.
Nel frattempo, Sons scoprono che Mezza-sacca è un ottimo pugile, adatto a una competizione di pesi leggeri, e lo allenano in vista di un torneo illegale di boxe. SAMCRO ha infatti molti problemi a pagare uno dei suoi principali fornitori d'armi, una divisione americana dell'IRA, e questa minaccia di non fornirgli più merce. Mezza-sacca batte senza problemi tutti i suoi avversari, ma quando arriva in finale gli viene chiesto da Tig di perdere, di modo che i Sons possano incassare una somma maggiore di denaro. Mezza-sacca, pur restio, accetta, ma quando vede Clay e Cherry in atteggiamenti equivoci (in realtà era tutto un malinteso), si infuria e quasi uccide il suo avversario. I Sons incassano quindi molti meno soldi, ma Clay decide comunque che Mezza-sacca potrà continuare a vedere Cherry, se lo desidera.

## Comincia la guerra
- Titolo originale: The Pull
- Diretto da: Guy Ferland
- Scritto da: Kurt Sutter e Jack LoGiudice

### Trama
Gli One-Niners sono una gang di Oakland che gestisce il commercio di eroina. Da molto tempo i Sons vendono loro molte delle armi che comprano dall'IRA perché possano proteggere i loro "affari". Ora però l'IRA minaccia SAMCRO di non vendere più loro niente, a meno che entro poco tempo non consegnino loro i più di duecentomila dollari che ancora devono loro per l'ultima partita di armi acquistata. Darby, il leader dei Nords, scopre l'esistenza di questo fiorente traffico, e stringe un'alleanza con Alvarez, il capo dei Mayans, per distruggere contemporaneamente i Sons e i Niners, di modo che a questi vada il monopolio sul traffico d'armi, mentre ai Nords il controllo totale su Charming. 

I Sons nel frattempo riescono a rimediare parecchio denaro da Luann Delaney, moglie di Otto nonché produttrice di film pornografici, ma rimane loro ancora molto contante da trovare, e si ingegnano in tutti i modi. Frattanto, Jax scopre che i Nords si stanno allargando verso Charming, avendo collocato alcuni loro laboratori di droga vicino alla città. Il ragazzo riesce però anche a mettere le mani su una grossa cisterna piena di carburante, che vende allo sceriffo Unser, riuscendo così a ottenere i soldi necessari per l'IRA. 

Quella sera Clay e Tig si preparano all'incontro, ma scoprono che il loro vecchio contatto è morto, e al posto suo c'è il cugino, Cameron. I tre concludono la trattativa, ma nel bar in cui erano irrompono alcuni Mayans che fanno fuoco sui Sons; questi però riescono a ucciderli, non prima che abbiano ferito Cameron. Contemporaneamente, nell'alloggio di Darby entrano degli altri Mayans, che uccidono tutti i presenti, tranne proprio Darby, nascostosi: il piano dei Mayans era quindi di sbarazzarsi anche dei Nords. Clay, che da parecchio ha notato un cambiamento in Jax, gli chiede se è pronto ad aiutarli in quella che sembra una guerra fra gang. Jax ribadisce la sua fedeltà ai Sons of Anarchy, e va a prendere degli strumenti chirurgici da Tara per aiutare Cameron. 

Appena esce dalla casa della ragazza, però, da un armadio esce Kohn, che aggredisce Tara. L'uomo vuole riconciliarsi con lei, e Tara finge di comprenderlo. Tara inizia a fare l'amore con Josh, ma a un certo punto riesce a estrarre una pistola e gli spara allo stomaco. La ragazza finge di chiamare un'ambulanza, ma in realtà contatta Jax. Il ragazzo, non appena Kohn inizia a insultarla, non esita a sparargli in testa. Tara scoppia a piangere, ma Jax la consola e lei decide di fare l'amore con lui.

## E venne l'inferno
- Titolo originale: Hell Followed
- Diretto da: Billy Gierhart
- Scritto da: Brett Conrad

### Trama
Jax è rimasto tutta la notte con Tara, quindi Chibs, uno dei Sons con alcuni passati da chirurgo militare, non ha potuto fare molto per aiutare Cameron, salvo togliergli uno dei proiettili che l'hanno colpito. 

Finalmente Jax, dopo aver seppellito il cadavere di Josh, rientra, ma ormai gli strumenti non servono a molto nelle mani inesperte di Chibs. Jax va così in ospedale, dove tenta di chiarirsi con Tara, chiedendole poi di aiutare Cameron. La ragazza accetta e riesce a fermare l'emorragia. L'irlandese chiede ai Sons di uccidere Hefner, lo sceriffo portuale che aveva ammazzato suo fratello, visto che ha intenzione di perquisire il prossimo carico di armi dell'IRA: in cambio restituirà loro tutti i soldi che gli avevano dato la notte scorsa.

Nel frattempo, Clay ha tutt'altri problemi: lo sceriffo l'ha portato in centrale, visti gli spargimenti di sangue della scorsa notte. C'è anche Darby, il quale voleva denunciare gli omicidi avvenuti nel suo alloggio. Clay è intenzionato a uccidere Alvarez - ha anche indetto una riunione generale di tutte le sedi dei Sons - ma Unser non vuole problemi nella sua città. Al che Clay chiede che faccia arrestare il capo dei Mayans e che lo porti lì in centrale, perché i due possano parlare. Clay propone ad Alvarez una tregua, ma in cambio vuole che i Mayans inizino ad acquistare armi da loro. Alvarez accetta, non prima che Clay gli chieda, per ripagare il tentato omicidio, la testa di suo figlio, che era stato uno dei Mayans che l'avevano aggredito nel bar la scorsa notte. Alvarez, a malincuore, acconsente, e uno dei Sons esegue il lavoro. I motociclisti di SAMCRO ratificano anche la decisione di Clay di contrabbandare coi Mayans.

Rimane ancora l'omicidio di Hefner: Clay vuole che sia Opie a commetterlo, visto che l'uomo era rientrato da poco nei Sons, per poter provare la sua fedeltà. Con lui vanno anche Jax e Bobby. Giunti sul luogo, però, Opie indugia, e Bobby esegue il crimine al posto suo. Al rientro al club, riferisce a Clay il fatto.

Quella notte Jax crema il cadavere di Kohn, buttando nelle fiamme anche il diario del padre, salvo poi toglierlo subito dal fuoco, pentitosi del gesto.

## Il punto debole
- Titolo originale: Better Half
- Diretto da: Mario van Peebles
- Scritto da: Pat Charles

### Trama
L'agente Stahl dell'ATF ha deciso di stabilirsi per un periodo di tempo a Charming per tentare di eliminare i Sons dalla circolazione. La Stahl decide di ricorrere al RICO, una legge americana che sancisce la responsabilità oggettiva dei membri di un'associazione criminale: non importa chi ha commesso un crimine all'interno del gruppo, dal momento che tutti pagano per la sua colpa. La Stahl vuole quindi trovare anche il più piccolo crimine commesso dai Sons in passato per mandarli tutti in tribunale. 

Inizia torchiando le mogli e le fidanzate dei membri del club, che ritiene più "deboli": né Tara né Donna né Gemma, tuttavia, cedono. Luann, la produttrice di film per adulti, viene invece incarcerata per possesso di droga, mentre si scopre che Cherry aveva un passato torbido, dal momento che aveva tentato di bruciare la casa di un suo ex marito perché violento. La Stahl la mette in galera con l'accusa di incendio doloso. Unser tenta di fermare l'azione dell'agente, ma si trova contro anche Hale, che difende i metodi utilizzati dalla donna. La Stahl fa visita in prigione a Otto, il membro dei Sons in carcere. Otto non sa che la donna vuole ricorrere al RICO, così, quando lei gli promette la libertà vigilata, Otto accetta di confessarle un piccolo crimine vecchio di anni, sicuro che di questo la polizia non se ne farà nulla, non prima, tuttavia, di poter vedere la moglie e di avere sotto gli occhi tutte le carte con le sue garanzie in caso di confessione.
 
I Sons scoprono che la Stahl vuole far confessare Otto, e così Jax e Opie si infiltrano nella centrale e dicono a Luann che quando andrà a trovare il marito in carcere dovrà dirle di non confessare nulla a Stahl. Jax fa evadere Cherry: per la ragazza la Stahl ha infatti in programma la pena di morte. Cherry passa un'ultima notte con Mezza-sacca, e la mattina seguente parte assieme a Cameron, ristabilitosi, per il Nevada.
 
A Luann nel frattempo Stahl concede di far visita a Otto: la moglie gli dice di non confessare nulla, ma Otto la rassicura. Quando Luann se ne va, la Stahl entra nella cella di Otto per fargli firmare l'accordo, ma l'uomo, con un inganno, riesce a spaccarle il naso, prima di essere portato via da alcuni agenti.

## Il sospetto
- Titolo originale: Capybara
- Diretto da: Stephen Kay
- Scritto da: Kurt Sutter e David Erickson

### Trama
La Stahl, desiderosa di vendetta per l'affronto subito da Otto, decide di far credere ai Sons che Opie li ha traditi. Incarcera così Bobby, dicendo di avere un testimone oculare. I SAMCRO ignorano il fatto che Bobby sia stato visto uccidere anche dall'amante di colore della sua vittima e iniziano a sospettare di Opie. I federali possono trattenere Opie soltanto per 48 ore, al termine delle quali il ragazzo si reca al club per confessare la sua innocenza, dicendo loro di esser stato usato dalla Stahl e il suo piano per distruggerli. I Sons credono alle sue parole, Tig però trova delle cimici all'interno del furgone e del cellulare di Opie (fatte posizionare lì dalla Stahl) e insieme a Clay si convince che sia stato il loro "fratello" a tradirli. 

## Per sempre giovane
- Titolo originale: The Sleep of Babies
- Diretto da: Terrence O'Hara
- Scritto da: Kurt Sutter

### Trama
Hale, preoccupato per il destino di Opie, confida a Unser di come la Stahl abbia tramato alle spalle dei Sons per far credere loro che Opie fosse una spia. Unser si reca a casa di Jax, laddove sono tutti riuniti per l'uscita dall'ospedale del piccolo Abel, e riferisce a Clay di potersi fidare di Opie, in quanto è stato vittima di un piano studiato dai federali. Clay, che nel mentre aveva dato l'ordine a Tig di uccidere Opie, chiama il suo uomo che ha però lasciato il telefono da un'altra parte e spara al posto di guida del furgone di Opie, nel quale non c'è però lui al voltante ma sua moglie Donna, che viene così uccisa. Nel mentre Jax si trova tra due fuochi: la madre e Tara. La prima vuole tenere lontano il figlio dalla dottoressa, in quanto vede in lei una donna intelligente, in grado di portargli via il figlio, plagiandolo meglio di lei. Tara, prende come una sfida questa di Gemma e cerca di tenere il ragazzo vicino a lei, il suo atteggiamento troppo ossessivo induce però Jax ad allontanarsi e a lasciarsi consolare, dalla disperazione per la morte della moglie dell'amico, da Wendy.

## Sospetti
- Titolo originale: The Revelator
- Diretto da: Kurt Sutter
- Scritto da: Kurt Sutter

### Trama
Dopo la Morte di Donna Jax va a trovare Opie a casa, Opie si ritiene responsabile della morte di sua moglie, Gemma scopre che è stato Clay a commettere questo errore mentre Hale cerca di convincere Unser a fare qualcosa contro i SAMCRO ma hanno le mani legate e non possono fare niente. Al tavolo Piney è arrabbiato e in cerca di vendetta e va da solo a Okland Jax ordina a Kip di seguirlo, intanto Jax va da Tara e gli dice cosa prova veramente, Gemma rovistando tra la roba di Jax trova il libro di John Teller. Kip avvisa Jax che Piney sta andando da Leeroy e si dividono Jax e Chibs vanno a Okland a fermare Piney, Clay e Tig cercano informazioni sul testimone che ha identificato Bobby e Opie e Juice informa Happy e gli altri Sons per far fuori il testimone. Hale rivela a Jax che è stato Clay a dare l'ordine di uccidere Opie e Donna è morta per sbaglio, mentre Stalh va da Bobby e gli rivela che è stata lei a far credere che Opie sia una spia. Tig si confida con Clay, Juice ha trovato il testimone e Clay manda Tig, Chibs e Happy mentre Jax rivela a Clay che sa che è stato lui. Clay mente Jax non ci crede e tra i due nasce una tensione. il testimone è una ragazza che ha solo 17 anni e Jax si precipita a salvarla mentre Tig Chibs e Happy mettono fuori gioco i poliziotti. Jax arriva e dopo una discussione con Tig e aver risparmiato la testimone tra i due scoppia una rissa e dopo una lotta equilibrata Jax ha la meglio su Tig. Il giorno dopo c'è il funerale di Donna Jax arriva in ritardo e dopo va sulla tomba di suo padre e qualche minuto dopo arriva Piney e consegna il suo Diario a Jax dicendogli " è il momento di cambiare le cose".